# Белий Брег
Бе́лий Брег (болг. Бели брег) — село в Монтанській області Болгарії. Входить до складу общини Бойчиновці.

## Населення
За даними перепису населення 2011 року у селі проживали 94 особи, усі — болгари.
Розподіл населення за віком у 2011 році:
Динаміка населення: